# Stolen Dance
"Stolen Dance" is de eerste single van het Duitse duo Milky Chance. De single is afkomstig het album Sadnecessary en is door diverse platenmaatschappijen uitgebracht, waarbij in Duitsland als eerste. In diverse hitlijsten heeft het nummer de eerste plaats behaald, te weten in België (Wallonië), Frankrijk, Oostenrijk, Polen en Tsjechië.
Aan het nummer is meerdere jaren geschreven. De band heeft ook meerdere versies uitgebracht, ook voor de versie die een hit werd. De versie die doorbrak werd op 5 april 2013 uitgebracht door een eigen opgezette platenmaatschappij. Voor de radio werd een speciale versie uitgebracht die korter is dan het origineel. Het origineel is 5:13 en dit werd teruggebracht naar 3:23.

## Hitnoteringen

### Nederlandse Top 40
| Hitnotering: 08-02-2014 t/m 13-09-2014 | Hitnotering: 08-02-2014 t/m 13-09-2014 | Hitnotering: 08-02-2014 t/m 13-09-2014 | Hitnotering: 08-02-2014 t/m 13-09-2014 | Hitnotering: 08-02-2014 t/m 13-09-2014 | Hitnotering: 08-02-2014 t/m 13-09-2014 | Hitnotering: 08-02-2014 t/m 13-09-2014 | Hitnotering: 08-02-2014 t/m 13-09-2014 | Hitnotering: 08-02-2014 t/m 13-09-2014 | Hitnotering: 08-02-2014 t/m 13-09-2014 | Hitnotering: 08-02-2014 t/m 13-09-2014 | Hitnotering: 08-02-2014 t/m 13-09-2014 | Hitnotering: 08-02-2014 t/m 13-09-2014 | Hitnotering: 08-02-2014 t/m 13-09-2014 | Hitnotering: 08-02-2014 t/m 13-09-2014 | Hitnotering: 08-02-2014 t/m 13-09-2014 | Hitnotering: 08-02-2014 t/m 13-09-2014 | Hitnotering: 08-02-2014 t/m 13-09-2014 | Hitnotering: 08-02-2014 t/m 13-09-2014 |
| Week:                                  | 1                                      | 2                                      | 3                                      | 4                                      | 5                                      | 6                                      | 7                                      | 8                                      | 9                                      | 10                                     | 11                                     | 12                                     | 13                                     | 14                                     | 15                                     | 16                                     | 17                                     |                                        |
| -------------------------------------- | -------------------------------------- | -------------------------------------- | -------------------------------------- | -------------------------------------- | -------------------------------------- | -------------------------------------- | -------------------------------------- | -------------------------------------- | -------------------------------------- | -------------------------------------- | -------------------------------------- | -------------------------------------- | -------------------------------------- | -------------------------------------- | -------------------------------------- | -------------------------------------- | -------------------------------------- | -------------------------------------- |
| Positie:                               | 37                                     | 25                                     | 17                                     | 10                                     | 7                                      | 5                                      | 4                                      | 3                                      | 2                                      | 2                                      | 3                                      | 4                                      | 4                                      | 4                                      | 8                                      | 8                                      | 9                                      |                                        |
| Week:                                  | 18                                     | 19                                     | 20                                     | 21                                     | 22                                     | 23                                     | 24                                     | 25                                     | 26                                     | 27                                     | 28                                     | 29                                     | 30                                     | 31                                     | 32                                     |                                        |                                        |                                        |
| Positie:                               | 11                                     | 13                                     | 14                                     | 15                                     | 17                                     | 19                                     | 18                                     | 20                                     | 22                                     | 22                                     | 26                                     | 28                                     | 30                                     | 36                                     | 38                                     | uit                                    |                                        |                                        |

### NederlandseSingle Top 100
| Hitnotering: 11-01-2014 t/m 07-03-2015 | Hitnotering: 11-01-2014 t/m 07-03-2015 | Hitnotering: 11-01-2014 t/m 07-03-2015 | Hitnotering: 11-01-2014 t/m 07-03-2015 | Hitnotering: 11-01-2014 t/m 07-03-2015 | Hitnotering: 11-01-2014 t/m 07-03-2015 | Hitnotering: 11-01-2014 t/m 07-03-2015 | Hitnotering: 11-01-2014 t/m 07-03-2015 | Hitnotering: 11-01-2014 t/m 07-03-2015 | Hitnotering: 11-01-2014 t/m 07-03-2015 | Hitnotering: 11-01-2014 t/m 07-03-2015 | Hitnotering: 11-01-2014 t/m 07-03-2015 | Hitnotering: 11-01-2014 t/m 07-03-2015 | Hitnotering: 11-01-2014 t/m 07-03-2015 | Hitnotering: 11-01-2014 t/m 07-03-2015 | Hitnotering: 11-01-2014 t/m 07-03-2015 | Hitnotering: 11-01-2014 t/m 07-03-2015 | Hitnotering: 11-01-2014 t/m 07-03-2015 | Hitnotering: 11-01-2014 t/m 07-03-2015 | Hitnotering: 11-01-2014 t/m 07-03-2015 | Hitnotering: 11-01-2014 t/m 07-03-2015 | Hitnotering: 11-01-2014 t/m 07-03-2015 | Hitnotering: 11-01-2014 t/m 07-03-2015 | Hitnotering: 11-01-2014 t/m 07-03-2015 | Hitnotering: 11-01-2014 t/m 07-03-2015 | Hitnotering: 11-01-2014 t/m 07-03-2015 | Hitnotering: 11-01-2014 t/m 07-03-2015 | Hitnotering: 11-01-2014 t/m 07-03-2015 | Hitnotering: 11-01-2014 t/m 07-03-2015 | Hitnotering: 11-01-2014 t/m 07-03-2015 | Hitnotering: 11-01-2014 t/m 07-03-2015 | Hitnotering: 11-01-2014 t/m 07-03-2015 | Hitnotering: 11-01-2014 t/m 07-03-2015 |
| Week:                                  | 1                                      | 2                                      | 3                                      | 4                                      | 5                                      | 6                                      | 7                                      | 8                                      | 9                                      | 10                                     | 11                                     | 12                                     | 13                                     | 14                                     | 15                                     | 16                                     | 17                                     | 18                                     | 19                                     | 20                                     | 21                                     | 22                                     | 23                                     | 24                                     | 25                                     | 26                                     | 27                                     | 28                                     | 29                                     | 30                                     | 31                                     |                                        |
| -------------------------------------- | -------------------------------------- | -------------------------------------- | -------------------------------------- | -------------------------------------- | -------------------------------------- | -------------------------------------- | -------------------------------------- | -------------------------------------- | -------------------------------------- | -------------------------------------- | -------------------------------------- | -------------------------------------- | -------------------------------------- | -------------------------------------- | -------------------------------------- | -------------------------------------- | -------------------------------------- | -------------------------------------- | -------------------------------------- | -------------------------------------- | -------------------------------------- | -------------------------------------- | -------------------------------------- | -------------------------------------- | -------------------------------------- | -------------------------------------- | -------------------------------------- | -------------------------------------- | -------------------------------------- | -------------------------------------- | -------------------------------------- | -------------------------------------- |
| Positie:                               | 90                                     | 72                                     | 60                                     | 39                                     | 33                                     | 23                                     | 12                                     | 7                                      | 6                                      | 6                                      | 4                                      | 2                                      | 4                                      | 3                                      | 5                                      | 7                                      | 5                                      | 11                                     | 15                                     | 17                                     | 17                                     | 25                                     | 29                                     | 30                                     | 35                                     | 31                                     | 30                                     | 24                                     | 20                                     | 21                                     | 22                                     |                                        |
| Week:                                  | 32                                     | 33                                     | 34                                     | 35                                     | 36                                     | 37                                     | 38                                     | 39                                     | 40                                     | 41                                     | 42                                     | 43                                     | 44                                     | 45                                     | 46                                     | 47                                     | 48                                     | 49                                     | 50                                     | 51                                     | 52                                     | 53                                     | 54                                     | 55                                     | 56                                     | 57                                     | 58                                     | 59                                     | 60                                     | 61                                     |                                        |                                        |
| Positie:                               | 21                                     | 19                                     | 23                                     | 25                                     | 29                                     | 35                                     | 37                                     | 42                                     | 43                                     | 44                                     | 47                                     | 50                                     | 58                                     | 65                                     | 72                                     | 69                                     | 76                                     | 79                                     | 87                                     | 94                                     | 65                                     | 74                                     | 78                                     | 83                                     | 92                                     | 93                                     | 92                                     | 95                                     | 93                                     | 100                                    | uit                                    |                                        |

### 3FM Mega Top 50
| Hitnotering: 25-01-2014 t/m 13-09-2014 | Hitnotering: 25-01-2014 t/m 13-09-2014 | Hitnotering: 25-01-2014 t/m 13-09-2014 | Hitnotering: 25-01-2014 t/m 13-09-2014 | Hitnotering: 25-01-2014 t/m 13-09-2014 | Hitnotering: 25-01-2014 t/m 13-09-2014 | Hitnotering: 25-01-2014 t/m 13-09-2014 | Hitnotering: 25-01-2014 t/m 13-09-2014 | Hitnotering: 25-01-2014 t/m 13-09-2014 | Hitnotering: 25-01-2014 t/m 13-09-2014 | Hitnotering: 25-01-2014 t/m 13-09-2014 | Hitnotering: 25-01-2014 t/m 13-09-2014 | Hitnotering: 25-01-2014 t/m 13-09-2014 | Hitnotering: 25-01-2014 t/m 13-09-2014 | Hitnotering: 25-01-2014 t/m 13-09-2014 | Hitnotering: 25-01-2014 t/m 13-09-2014 | Hitnotering: 25-01-2014 t/m 13-09-2014 | Hitnotering: 25-01-2014 t/m 13-09-2014 | Hitnotering: 25-01-2014 t/m 13-09-2014 |
| Week:                                  | 1                                      | 2                                      | 3                                      | 4                                      | 5                                      | 6                                      | 7                                      | 8                                      | 9                                      | 10                                     | 11                                     | 12                                     | 13                                     | 14                                     | 15                                     | 16                                     | 17                                     | 18                                     |
| -------------------------------------- | -------------------------------------- | -------------------------------------- | -------------------------------------- | -------------------------------------- | -------------------------------------- | -------------------------------------- | -------------------------------------- | -------------------------------------- | -------------------------------------- | -------------------------------------- | -------------------------------------- | -------------------------------------- | -------------------------------------- | -------------------------------------- | -------------------------------------- | -------------------------------------- | -------------------------------------- | -------------------------------------- |
| Positie:                               | 43                                     | 24                                     | 23                                     | 19                                     | 11                                     | 9                                      | 6                                      | 5                                      | 5                                      | 2                                      | 2                                      | 2                                      | 4                                      | 4                                      | 5                                      | 8                                      | 9                                      | 10                                     |
| Week:                                  | 19                                     | 20                                     | 21                                     | 22                                     | 23                                     | 24                                     | 25                                     | 26                                     | 27                                     | 28                                     | 29                                     | 30                                     | 31                                     | 32                                     | 33                                     | 34                                     |                                        |                                        |
| Positie:                               | 11                                     | 12                                     | 15                                     | 19                                     | 21                                     | 27                                     | 28                                     | 30                                     | 24                                     | 26                                     | 27                                     | 28                                     | 29                                     | 30                                     | 35                                     | 50                                     | uit                                    |                                        |

### NPO Radio 2 Top 2000
Stolen Dance stond alleen in 2015 in de NPO Radio 2 Top 2000, op plek 1978.

## Releasedata
| Land             | Releasedatum     | Formaat                                         | Label      |
| ---------------- | ---------------- | ----------------------------------------------- | ---------- |
| Duitsland        | 1 oktober 2013   | muziekdownload (originele versie)               | Opaque     |
| Frankrijk        | 11 november 2013 | muziekdownload (originele versie)               | Lichtdicht |
| België           | 11 november 2013 | muziekdownload (originele versie)               | Lichtdicht |
| Luxemburg        | 10 februari 2014 | muziekdownload (originele versie en radio edit) | Lichtdicht |
| Australië        | 11 april 2014    | muziekdownload (originele versie en radio edit) | Lichtdicht |
| Verenigde Staten | 9 mei 2014       | muziekdownload (originele versie en radio edit) | Republic   |
| Canada           | 9 mei 2014       | muziekdownload (originele versie en radio edit) | Republic   |
| Verenigde Staten | 20 mei 2014      | modern rockradio                                | Republic   |
| Nieuw-Zeeland    | 20 juni 2014     | muziekdownload (originele versie)               | Neon       |
| Ierland          | 27 juni 2014     | muziekdownload (originele versie)               | Ignition   |
| Verenigde Staten | 8 september 2014 | Hot adult contemporary-radio                    | Republic   |
| Verenigde Staten | 9 september 2014 | radio                                           | Republic   |